# Пауль Віктор Йосипович
Віктор Йосипович Пауль (нар. 15 квітня 1949, селище Майкаін Баян-Аульського району Павлодарської області Казахської РСР, тепер Республіка Казахстан) — український та німецький діяч, начальник хімічного цеху Зуївської експериментальної ТЕЦ Донецької області, заступник голови німецького товариства України «Відергебурт». Народний депутат України 1-го скликання.

## Біографія
Народився у родині робітників.
У 1964—1966 роках — учень токаря, токар збагачувальної фабрики тресту «Каззолото» села Майкаін Павлодарської області Казахської РСР.
У 1966—1967 роках — вчитель фізкультури та ботаніки Майкаінської середньої школи Павлодарської області Казахської РСР.
У 1967—1972 роках — черговий слюсар Павлодарського алюмінієвого заводу Казахської РСР; студент-заочник Павлодарського педагогічного інституту, вчитель хімії і біології.
У 1972—1973 роках — вчитель хімії та біології Майкаінської середньої школи Павлодарської області Казахської РСР.
У 1973—1975 роках — служба в Радянській армії.
У 1975—1979 роках — викладач хімії та біології професійно-технічного училища № 48 та середньої школи № 9 міста Зугреса Донецької області.
У 1979—1988 роках — заступник начальника, начальник хімічного цеху Зуївської експериментальної ТЕЦ Всесоюзного теплотехнічного інституту Донецької області. У 1988 році — директор навчально-курсового комбінату енергоремонтного підприємства «Донбасенерго» міста Зугрес. З 1988 року — начальник хімічного цеху Зуївської експериментальної ТЕЦ Всесоюзного теплотехнічного інституту Донецької області.
18.03.1990 року обраний народним депутатом України, 2-й тур, 51,69 % голосів, 10 претендентів. До груп та фракцій не входив. Голова підкомісії з питань спорту, Комісії ВР України у справах молоді.
У 1994 році — начальник управління кадрів, науки і навчальних закладів Міністерства України у справах молоді та спорту.
З 1994 року — співробітник Посольства Німеччини в Україні.
З листопада 1996 року — заступник голови німецького товариства України «Відергебурт». З 1997 року — заступник голови Фольксрату німців України.